# Huta (Czarnków-Trzcianka)
Pour les articles homonymes, voir Huta.
Huta (prononcé en polonais : [ˈxuta]) est un  village polonais de la gmina de Czarnków dans la powiat de Czarnków-Trzcianka de la voïvodie de Grande-Pologne dans le centre-ouest de la Pologne.
Il se situe à environ 8 kilomètres au sud-est de Czarnków (siège de la gmina et du powiat), et à 55 kilomètres au nord de Poznań (capitale de la Grande-Pologne).

## Histoire
De 1975 à 1998, le village faisait partie du territoire de la voïvodie de Piła.

Depuis 1999, Huta est situé dans la voïvodie de Grande-Pologne.